# EMule StulleMule Mod
eMule StulleMule Mod，简称StulleMule Mod或StulleMule，是基于官方eMule和eMule MorphXT Mod开发的一款自由开源的P2P文件共享软件。它是一个eMule Mod，遵循GNU GPL。以开发者Stulle命名。

## 历史
eMule StulleMule Mod的作者是维护ScarAngel、Mephisto和协助维护Xtreme、MorphXT等Mod的德国程序员Stulle。它也因而以开发者Stulle命名。最初版本的软件源码于2006年1月14日发布在SourceForge上。

## 功能
eMule StulleMule Mod继承了MorphXT的强大的资源发布能力和诸多其他功能，而且还融合了IP更换重新请求、推进小文件与稀有文件、快速启动等功能。
StulleMule内置了吸血骡过滤名单而不支持DLP动态反吸血库，因而有网友自行编译内置最新版DLP库或其他DLP库的StulleMule。另外它还拥有能够屏蔽恶意攻击的Sivka Ban。